# 방자전
《방자전》은 김대우 감독의 사극 영화이다.

## 등장 인물
- 김주혁 : 방자 역
- 류승범 : 이몽룡 역
- 조여정 : 춘향 역
- 류현경 : 향단이 역
- 오달수 : 마 노인 역
- 송새벽 : 변학도 역
- 오정세 : 호방 역
- 공형진 : 색안경 역
- 김성령 : 월매 역
- 정양 : 월래 역
- 최무성 : 광천 역
- 문원주 : 말호 역
- 정다혜 : 감자 하녀 역
- 박진택 : 내시 역
- 김민교 : 내시 역
- 조한철 : 역참 관리 역
- 김선영 : 청풍각 기수기생 역
- 윤주영 : 청풍각 기생, 초월 역
- 양주아 : 청풍각 기생, 명월 역
- 송지인 : 청풍각 기생, 월향 역
- 한수아 : 청풍각 기생, 매향 역
- 이규섭 : 말호 패거리 역
- 유일한 : 말호 패거리 역
- 김양성 : 말호 패거리 역
- 서왕석 : 덩치 역
- 전상배 : 덩치 역
- 엄태구 : 몽룡 옆 남자 역
- 이제훈 : 한복장이 역
- 금동현 : 마름 역
- 권오진 : 나뭇꾼 역
- 윤상화 : 오른편 몸종 역
- 이민웅 : 급제자 역
- 심산 : 장사치 역 (특별출연)